# Glypta turgida
Glypta turgida är en stekelart som beskrevs av Dasch 1988. Glypta turgida ingår i släktet Glypta och familjen brokparasitsteklar. Inga underarter finns listade i Catalogue of Life.